# Marcos Eduardo Neves
Marcos Eduardo Neves (Rio de Janeiro, 23 de maio de 1975) é um jornalista, biógrafo, escritor brasileiro.

## Carreira
Um dos maiores biógrafos do país na atualidade, Marcos Eduardo Neves passou por importantes veículos de comunicação do país, como o Jornal do Brasil, Jornal dos Sports, Lance!, Placar, e colaborou com revistas como Trip, Lola e Tam nas Nuvens. No entanto, é reconhecido por seu trabalho como biógrafo. Entre suas obras estão Nunca Houve um Homem como Heleno (sobre Heleno de Freitas), Anjo ou Demônio – A polêmica trajetória de Renato Gaúcho (sobre Renato Portaluppi), Alex – A Biografia (sobre Alex de Souza), Vendedor de Sonhos – A vida e a obra de Roberto Medina (sobre Roberto Medina) e Nunes – O Artilheiro das Decisões (sobre Nunes). Em 2021, lançou em conjunto com o jornalista Gustavo Rotstein o livro Loco Por Ti – As juras de amor eterno entre Loco Abreu e a Estrela Solitária (sobre a passagem do uruguaio Loco Abreu pelo Botafogo); além de o livro O Gênio das Fundações: a trajetória de Apolônio Bechara, o homem que levou a engenharia brasileira a quatro continentes. Em 2022, foi responsável pela biografia de Giuseppe Pellegrini em Uma vida nas alturas - A saga do ícone do montanhismo brasileiro que revolucionou o principal cartão-postal carioca.
No ano de 2024, publicou O Efeito Zico - Como obter índice de rejeição zero na sua profissão, obra lançada tanto no Brasil como no exterior.

## Curiosidades
Seu livro Anjo ou Demônio foi lançado quando ainda era estudante do sétimo período de Comunicação da Facha, em 2002.
Nunca Houve um Homem como Heleno serviu de base para o filme Heleno, dirigido por José Henrique Fonseca e estrelado pelo ator Rodrigo Santoro.
Vendedor de Sonhos foi publicado no Brasil, em Portugal e na Espanha.
A versão em turco de Alex – A Biografia vendeu mais de 100 mil cópias na Turquia.
No dia 13 de dezembro de 2018, celebrando os 37 anos da conquista do Mundial Interclubes do Flamengo, lançou Nunes – O Artilheiro das Decisões, na Gávea.

## Frases
| “ | Meu aperto de mão com Heleno foi pelo Google. | ” |

| “ | Acho que só os polêmicos dão bons livros. Personagens certinhos demais, tipo Kaká, são excelentes para ver em campo, mas dão sono na literatura. Já um Renato, ou um Heleno, é uma porrada por parágrafo. A cada capítulo o leitor não acredita no que lê. | ” |

## Obras publicadas
- Anjo ou Demônio: A polêmica trajetória de Renato Gaúcho – 2002[11]
- Nunca Houve um Homem como Heleno – 2006[12][13]
- Vendedor de Sonhos: A vida e a obra de Roberto Medina – 2006
- O Maquinista: Francisco Horta e sua inesquecível Máquina Tricolor – 2009
- Servenco Sobrenome Steinberg: A história do casal de engenheiros que construiu História – 2011
- 20 Jogos Eternos do Flamengo – 2013
- Vivendo Direito: A carreira ilibada do Desembargador Aloysio Maria Teixeira – 2014
- Alex: A biografia – 2015[14]
- Gilberto Gama de Histórias – 2018[15][16]
- Nunes: O Artilheiro das Decisões – 2018
- Loco por Ti: As juras de amor eterno entre Loco Abreu e a estrela solitária - 2021[17][18]
- O Gênio das Fundações: A trajetória de Apolônio Bechara, o homem que levou a engenharia brasileira a quatro continentes - 2021[19]
- Giuseppe Pellegrini, uma vida nas alturas - A saga do ícone do montanhismo brasileiro que revolucionou o principal cartão-postal carioca - 2022[20]
- O Efeito Zico - Como obter índice de rejeição zero na sua profissão - 2024[21]